# Syrphus monoculus
Syrphus monoculus är en tvåvingeart som först beskrevs av Nils Samuel Swederus 1787.  Syrphus monoculus ingår i släktet solblomflugor, och familjen blomflugor. Inga underarter finns listade i Catalogue of Life.